# Metopolophium frisicum
Metopolophium frisicum är en insektsart som beskrevs av Hille Ris Lambers 1947. Metopolophium frisicum ingår i släktet Metopolophium och familjen långrörsbladlöss. Arten är reproducerande i Sverige. Inga underarter finns listade i Catalogue of Life.